# レオポルト (ロレーヌ公)

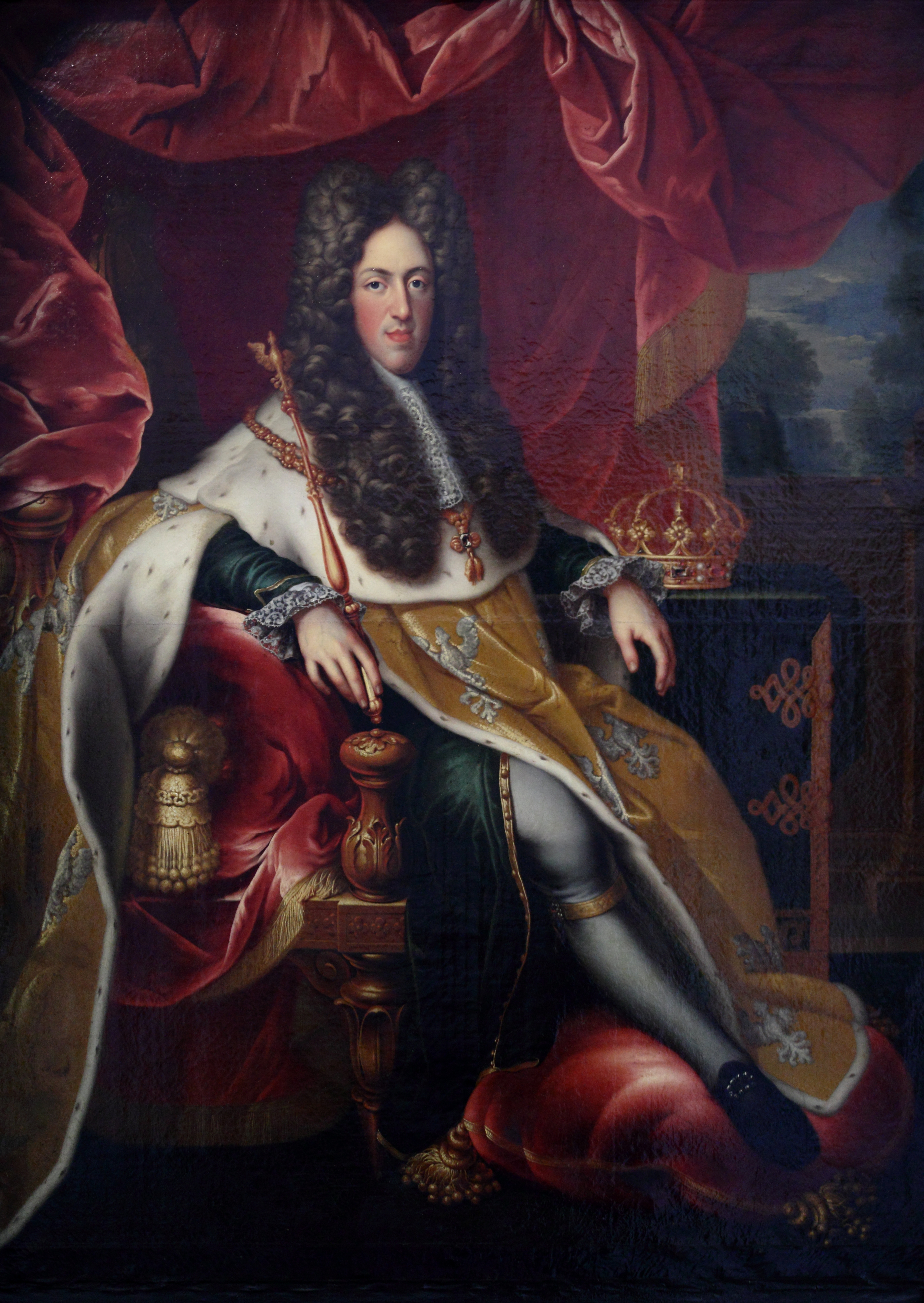
ロレーヌ公 レオポルト

レオポルト・ヨーゼフ（Leopold Joseph, 1679年9月11日 - 1729年3月27日）は、ロートリンゲン（ロレーヌ）公（在位：1690年 - 1729年）。ロレーヌ公カール（シャルル）5世と神聖ローマ皇帝フェルディナント3世の娘エレオノーレの子。フランス語名はレオポール・ジョゼフ（Léopold Joseph）。

## 概要
1697年以前、そして1702年から1714年まで、ロレーヌはフランスに占領されていた。そのためロレーヌ公家はオーストリアへ亡命しており、レオポルトはオーストリア領内のインスブルックで生まれた。1690年に父が死去するとロレーヌ公位を継ぎ、ウィーンで軍人となるべく教育を受けた。そして、オスマン帝国との戦争におけるティミショアラの包囲戦にたずさわり、またラインで大同盟戦争の最終局面にかかわった。
1697年のレイスウェイク条約で、レオポルトはフランス王ルイ14世からロレーヌを取り戻した。
1698年8月17日、レオポルトは公国の首都ナンシーに入った。同年10月13日、フォンテーヌブローで、ルイ14世の弟オルレアン公フィリップ1世の娘エリザベート・シャルロットと結婚した。2人の間には13子が生まれた。そのうち成人に達したのは5人である。
- レオポルト・クレメンス（レオポール・クレマン）（1707年 - 1723年）
- フランツ・シュテファン（フランソワ・エティエンヌ）（1708年 - 1765年）　ロレーヌ公、のち神聖ローマ皇帝、トスカーナ大公
- エリーザベト・テレーゼ（エリザベート・テレーズ）（1711年 - 1741年）　サルデーニャ王カルロ・エマヌエーレ3世と結婚
- カール・アレクサンダー（シャルル・アレクサンドル）（1712年 - 1780年）　オーストリア軍司令官、ネーデルラント総督
- アンナ・シャルロッテ（アンヌ・シャルロット）（1714年 - 1773年）　エッセンの修道院長

レオポルトの時代にリュネヴィル城が建築され、「ロレーヌのヴェルサイユ」と呼ばれた。